# Aglaia cumingiana
Espèce
Synonymes
- Aglaia tarangisi Elmer[1]

Statut de conservation UICN

 VU A1c : Vulnérable
Aglaia cumingiana est une espèce de plantes de la famille des Meliaceae.

## Publication originale
- Bulletin de la Société Impériale des Naturalistes de Moscou 31(1): 409. 1858.